# Segundo gobierno de Fernando Belaúnde
El segundo y último gobierno no consecutivo de Fernando Belaúnde Terry, empezó el 28 de julio de 1980 y culminó el 28 de julio de 1985.

## Aspecto político

### Transferencia de poder: coyuntura previa
Las elecciones generales de 1980 (presidencial y parlamentaria) fueron resultado de un proceso transicional del poder iniciado cuatro años atrás, tras la inusitada culminación del gobierno militar de Juan Velasco Alvarado, el abandono de las líneas programáticas del velasquismo y el posterior desplazamiento de las FF.AA. del Ejecutivo a sus cuarteles. El golpe militar interno de agosto de 1975 fue llevado a cabo por el Ejército, la Fuerza Aérea y la Marina, posicionando al general Francisco Morales Bermúdez en la presidencia, prometiendo intensificar y profundizar reformas anteriores. Sin embargo, Morales Bermúdez no logró lo que tenía planeado. Ello significó el inicio del fin del militarismo reformista y lo que quedaba del velasquismo en la esfera pública. Asimismo, se presenciaba un sentimiento antimilitarista dentro de la población, a pesar de que esta transición haya sido tutelada por ellos mismos. De esta manera, el 28 de julio de 1977 Morales Bermúdez anunció en su discurso presidencial la convocatoria a elecciones para el establecimiento de una Asamblea Constituyente, la cual, «debía redactar una nueva Constitución y facilitar el retorno a la institucionalidad democrática».
Realizadas el 4 de junio de 1978 las elecciones para la Asamblea Constituyente, dio vida a los partidos políticos tras doce años de monopolio del poder político en manos de las FF.AA.. Con doce agrupaciones inscritas, los partidos políticos con mayor preferencia fueron el Partido Aprista (35 %), el Partido Popular Cristiano (24 %), el Frente Obrero Campesino Estudiantil y Popular (12 %), el Partido Socialista Revolucionario (7 %) y el Partido Comunista Peruano (7 %). Para estas elecciones, Acción Popular consideró que no existían condiciones mínimas de transparencia para la elaboración de una nueva Constitución al estar bajo supervisión de las fuerzas militares, decidiendo guardar la candidatura de Fernando Belaúnde Terry para las elecciones presidenciales de 1980.
Culminada la Asamblea Constituyente y puesta en marcha la Constitución de 1979, Morales Bermúdez convocó a elecciones presidenciales en 1980, en las que ganó con comodidad «el mismo hombre que los militares habían sacado casi arrastrando del Palacio de Gobierno y cuyo régimen había denigrado largamente desde 1968: el arquitecto Fernando Belaúnde Terry».

### Proceso electoral: elecciones presidenciales 1980
Luego de la publicación de una nueva Carta Magna en 1979, las elecciones de abril de 1980 fueron escenario de particularidades y novedades. En primer lugar, fueron los primeros comicios presidenciales que contaron con un verdadero sufragio universal, al consentirse el voto a los analfabetos. Asimismo, fijó el mandato presidencial en cinco años, fortaleció el poder presidencial, continuó con el sistema bicameral y estableció la «segunda vuelta electoral» (balotaje). De la misma manera, fueron los comicios con el número más alto de candidaturas, siendo quince los partidos inscritos.
Tras la alta votación obtenida por el Partido Aprista en las elecciones de la Asamblea Constituyente, los pronósticos tendían a situarlo como virtual ganador en las elecciones generales de 1980. Sin embargo, el fallecimiento de Víctor Raúl Haya de la Torre en 1979 trajo consigo cambios internos en el partido. Se produjo así una inevitable lucha entre una facción conservadora del aprismo, representada por Andrés Townsend, Luis Alberto Sánchez y Ramiro Prialé; y otra facción más cercana a la socialdemocracia, representada por Armando Villanueva del Campo y Alan García Pérez. Tras disputas internas, Villanueva y García Pérez tomaron la batuta del partido.
Los partidos de izquierda, los cuales también recibieron gran aceptación de la sociedad civil en los comicios de 1978 (aunque de manera segmentada), intentaron crear un frente con miras a obtener un porcentaje importante. La Alianza Revolucionaria de Izquierda (ARI) fue un proyecto que pretendía agrupar a distintos partidos de izquierda, pero debido a problemas ideológicos, nunca llegó a ser un proyecto sólido.
El Partido Aprista dividido y la izquierda ideológicamente fragmentada crearon un escenario propicio para la candidatura de Fernando Belaúnde Terry y Acción Popular, planificada desde 1978. Fernando Belaúnde ganó las elecciones con un 45 % de los votos, seguido por Armando Villanueva del Campo y el PAP con un 27 % de votos válidos. En tercer lugar se situó Luis Bedoya Reyes, candidato del Partido Popular Cristiano con un 9 % de los votos válidos, seguido de Hugo Blanco Galdós, líder del Partido Revolucionario de los Trabajadores con un 3 % de los resultados. Tras una alianza con el PPC, Acción Popular también obtuvo mayorías en ambas cámaras, creando así un escenario de gobernabilidad entre el Ejecutivo y Legislativo, lo que no había tenido en su primer gobierno en 1963.

### Transición y toma de mando
En la quincena de junio de 1980, el Partido Popular Cristiano (PPC) de Luis Bedoya Reyes, decidió establecer un compromiso con Acción Popular tanto en el Gobierno como en el Congreso, lo que permitiría dar una mayoría sólida al gobierno en ambas cámaras del legislativo; días después, Belaúnde dio a conocer que Manuel Ulloa Elías presidiría el Consejo de Ministros y sería también Ministro de Economía; de igual manera, anunció a dos miembros del PPC como ministros y al resto de miembros del gabinete, salvo los ministros militares (Aeronáutica, Guerra y Marina) y el de Energía y Minas.
El día 30 de junio, Fernando Belaúnde fue proclamado como presidente electo por el Jurado Nacional de Elecciones, acto con el cual concluyó el régimen militar y se abrió un proceso político, que se dio dentro de un contexto de continuidad con dos fuerzas centrales: la burguesía y el movimiento popular, quienes jugaron papeles importantes en la arena política. Como sustento, Pease señala que «la política económica, acentuando persistentemente la pauperización de amplios sectores medios y populares, a la par que, abriendo mejores condiciones de rentabilidad a la gran burguesía, define los ejes principales de esta polarización social». Por su lado, las masas populares y las derrotas que sufrió la política izquierdista definieron «el asentamiento de este régimen político y su estabilidad en un proceso complejo que no solamente atañe a la acción del Gobierno sino a todas las fuerzas políticas, en particular a su enraizamiento en las masas».
El presidente saliente, Francisco Morales Bermúdez, implantó una jurisdicción militar para evitar cualquier tipo de represalias en los actos oficiales y manifestó que no asistiría a dichos eventos. Sin embargo, realizó una recepción el domingo 27 de julio para las delegaciones extranjeras que asistirían a la toma de mando.
La ceremonia de posesión se realizó en el Congreso de la República el lunes 28 de julio de 1980, y contó con la presencia de los presidentes Julio César Turbay de Colombia, Jaime Roldós Aguilera del Ecuador, Rodrigo Carazo Odio de Costa Rica, Adolfo Suárez de España y Luis Herrera Campíns de Venezuela; los miembros de la Junta de reconstrucción de Nicaragua, Sergio Ramírez y Rafael Córdoba Rivas, además estuvo la primera dama de Estados Unidos Rosalynn Carter, el embajador de Estados Unidos Harry W. Shlaudeman, el representante de Ecuador, Galo Plaza Lasso y el ministro de Minas de Zambia, Mwaya Mumbana.

### Elecciones municipales de 1980
Tras doce años de autoritarismo militar, el Perú abrió la década de 1980 con altas expectativas en recuperar y consolidar las instituciones democráticas y mejorar la situación económica, muy descalabrada por el mal manejo del gobierno militar. Es así como Belaúnde guio sus primeras acciones a satisfacer dicho imaginario, comenzando con la inmediata devolución de los medios de comunicación a sus propietarios y la convocatoria a elecciones municipales. 
Las elecciones municipales de 1980 permitieron a las fuerzas políticas de oposición a reorganizarse tras los resultados adversos de los sufragios generales.  Es así como surgió la alianza electoral Izquierda Unida, un conjunto de grupos marxistas y no marxistas unidos en torno a la carismática figura del abogado cajamarquino Alfonso Barrantes.
El Partido Aprista siguió dividido de manera interna, agudizándose las diferencias entre sus dos facciones, llegando a enfrentamientos entre grupos de choque en cada bando.
Las elecciones municipales se realizaron el 23 de noviembre de 1980, contando con la participación del 69 % de votantes registrados (6 586 696). Los resultados dieron como ganador a Acción Popular con un 36 % de los votos, dándole la oportunidad de controlar municipios importantes y ampliar su alcance de acción, en recurso y territorio. Izquierda Unida quedó en segunda posición con el 23 % de los votos válidos, seguido por el Partido Aprista con el 22 %.

### Aprobación Presidencial
Por otro lado, el restablecimiento de la democracia fue bienvenida con los brazos abiertos con el 82.20 % de participación ciudadana, número alto debido a que ocurrió algo particular en estas elecciones: se permitió el voto universal, el cual significó la finalización y celebración de distintos años de lucha por los derechos políticos y sociales.
Sin embargo, los resultados luego de las elecciones contradijeron lo dicho en el párrafo anterior. Como dice Cotler, estas elecciones, como la mayoría, fueron muy poco democráticas a pesar de la imposición del sistema. Lo que sucedió fue que partidos de izquierda que no tenían oportunidades de ganar trasladaron su voto a Belaúnde Terry (Acción Popular), quien ganó debido a que era visto como “el mal menor” en comparación con otras agrupaciones políticas, como el APRA, partido que tenía casi asegurado el triunfo.
En ese sentido, se predecía que el respaldo y la popularidad de cualquier presidente electo no iban a ser altos, en cualquiera de los casos. Pero, contra todo pronóstico, el apoyo presidencial fue plural y amplio al principio. No obstante, a lo largo de su mandato se fue reduciendo debido a las medidas que el gobierno tomó respecto a los graves problemas que surgieron, como el terrorismo, la crisis económica y los desastres que dejó el Fenómeno El Niño, el cual fue uno de los más fuertes que el Perú haya sufrido.
En específico, la encuestadora Pulso Perú muestra que casi a finales del primer año de su gobierno (abril de 1981), Belaunde tuvo el 48 % de aprobación, mientras que su desaprobación fue de 35 %. Tuvo un pequeño tropiezo en su popularidad, la cual, octubre del mismo año, bajó a 47 %. Por otro lado la desaprobación también bajó 4 puntos porcentuales, pero la razón de esto fue que el número de personas encuestadas que no sabían que responder aumentó.
Para inicios de 1982, la caída de la popularidad de Belaunde bajó drásticamente hasta 30 %. Análogamente, su impopularidad subió en gran medida: 45 %, como si los resultados se hubieran invertido respecto al año anterior. Sin embargo, en octubre del mismo año, la aprobación se recuperó y subió hasta los 33 %, pero la desaprobación no sufrió ningún cambio.
En 1983, la reputación del presidente se vio afectada negativamente otra vez, y de manera significativa. Para el mes de junio, único mes del año en el que se realizó la encuesta, la desaprobación se incrementó hasta el 62 % y la aprobación decreció hasta 22 %, dejando mucho que desear del presidente y su reacción frente a los graves problemas que aparecían. Por otro lado, las encuestadoras DATUM e IPSOS también recopilaron datos que confirman esta decaída importante de la popularidad presidencial de Belaunde, específicamente, a causa de El Niño. Según estas, desde julio de 1982 hasta julio de 1983, la aprobación bajó de 31 % hasta 21 %; el margen de diferencia de la data que brindan DATUM, IPSOS y Pulso Perú es mínimo, por lo que es posible decir que coinciden con la caída, y consecuentemente, se afirma como una de las causas principales tal fenómeno ambiental. A este último problema se le suman los otros dos ya mencionado, el terrorismo que se estaba expandiendo por toda la sierra sur hasta tal momento, y la crisis económica, causante del imparable descontento de la gente.
Siguiendo con los datos de Pulso Perú, para finales de 1984, la popularidad del presidente mostró cierta mejoría, bajando su desaprobación hasta 54 % y subiendo la conformidad de la gente con él hasta 25 %. Sin embargo, la tendencia de recuperación no duró mucho ya que iniciando su último año de mandato, la impopularidad ascendió estrepitosamente a 70 % mientras que su apoyo cayó hasta 18 %, teniendo un pequeño remonte a finales del año, llegando a 23 % y la reprobación a 63 %.
Cabe resaltar un factor importante por el cual la popularidad presidencial de Fernando Belaúnde no bajó mucho más de lo esperado, pese a las dificultades que tuvo que afrontar. Este factor fue la prensa y su influencia en la gente. De acuerdo a Henry Pease, representante de la izquierda peruana, había un vasto número de diarios que apoyaban al segundo gobierno belaundista, entre ellos estaban El Comercio, La Prensa, Expreso y Correo, mientras que los otros eran periódicos menos influyentes; de hecho, las opiniones de los diarios eran tan parciales hacia el gobierno, que los mismos grupos derechistas tenían que leer a El Diario, de la extrema izquierda, para que al menos estuvieran al tanto de alguna oposición. El artículo de Ricardo Blume en El Comercio publicado en abril de 1985 es un claro ejemplo del apoyo de este diario hacia el régimen. En tal texto Blume expresa con palabras eufóricas su experiencia de votar por Belaunde y su apoyo al gobierno en las etapas más duras por las que pasó. En una parte de la pieza dice lo siguiente:

Creo que tenemos a un presidente de lujo. Un presidente que ya quisieran muchos países civilizados. Un hombre positivo y honesto, dedicado por entero al país, sin una sola frivolidad, sin que se le conozca una sola falta. (Y estoy hablando de un país sumido en la inmoralidad).

### Relación del Gobierno con las fuerzas políticas
La principal parte de la democratización se dio durante el primer año del gobierno de Fernando Belaúnde. Tres fuerzas políticas tomaron un papel significativo en esa etapa: los partidos políticos, los movimientos sociales y las Fuerzas Armadas.

#### Partidos políticos
El partido presidencial, Acción Popular, presentó ciertos conflictos internos luego de la elección de Belaúnde como mandatario. Específicamente, el partido se dividió en dos: la facción que estaba del lado del primer ministro, Manuel Ulloa Elías, quien defendía al capitalismo transnacional y a los personajes involucrados con este, junto con la tecnocracia; y la otra facción que era liderada por Javier Alva Orlandini (senador cajamarquino, que llegó a presidir el Senado), que se preocupaba más por la administración del mismo partido y el control sobre este. Estos apuros dentro de Acción Popular fueron muy notorios debido a que el plano político estaba despejado por la ausencia de la oposición. En ese sentido, Belaúnde tomó una postura arbitraria, dejando que ambas tendencias lograran sus objetivos.
Acción Popular tuvo como aliado al Partido Popular Cristiano, el cual obtuvo dos puestos dentro del gabinete ministerial y un papel particular en la política industrial. A pesar de tratarse de un pequeño socio, su aprobación en las elecciones municipales fue creciendo, lo que hacía presagiar que tomaría conciencia de su importancia y se retiraría de la alianza; sin embargo, su influencia no alcanzaba un nivel nacional.
Respecto al APRA, golpeado fuertemente por la pérdida electoral, y más aún, por el fallecimiento de su líder máximo, Víctor Raúl Haya de la Torre, sufrió también un resquebrajamiento dentro del partido en los primeros años del gobierno. Este se dividió en dos grupos: los que apoyaban a Armando Villanueva o “armandistas”, con tendencia social demócrata, y los que seguían a Andrés Townsend (andresistas), quienes poseían una línea liberal. Este conflicto fue el causante de que el APRA no pudiera organizarse y así formar una oposición firme, dejándole un espacio a la Izquierda. Las dificultades por las que pasaba el APRA eran de tal magnitud que Henry Pease menciona lo siguiente:

La crisis del APRA no sólo le ha impedido asumir un rol protagónico, sino que está mermando su organizado y su arraigo en las masas. Aún si logra superar la quiebra actual, queda desdibujado su perfil político-ideológico, que por otra parte no ha sido cubierto por otra fuerza centrista.

A principios del gobierno, la Izquierda, liderada por la agrupación Izquierda Unida, presentaba indicios de mejoría en su organización, al constatar que estaba logrando su unidad. Sin embargo, surgió un debate sobre cuál debería ser su orientación, tanto en ideología y en la manera de cómo llegar al poder. Este problema fue acrecentándose hasta el punto de que la Izquierda no fue tomada como una fuerza opositora importante, desaprovechando así el espacio dejado por el APRA.
Como conclusión, el gobierno tuvo un ambiente muy favorable para realizar sus planes, más aún, teniendo la mayoría en el Congreso.

#### Los movimientos sociales
La llegada de la democracia también significó la llegada de nuevos movimientos populares, al permitirse que la oposición actuara abiertamente. 
Consecuentemente, todos los partidos políticos tuvieron la oportunidad para rearmar organizaciones populares, tanto para hacerse notar más en la escena pública y llegar al poder, como para mantenerse activos durante el nuevo gobierno inminente.
Sin embargo, lo sucedido dentro de Izquierda Unida y del APRA también tuvo como repercusión la mala estructuración de los movimientos sociales, lo cual daba un ambiente de poca participación y movilizaciones. Empero, la entrada de un nuevo presidente junto con la “apertura social” fue motivo para que las masas se dinamizaran sobre todo varios de los sectores, como el manufacturero, comercial, minero y público. En ese sentido, el número de huelgas realizadas el primer año de gobierno de Belaunde aumentó notablemente. Se registraron 739 huelgas en todo 1980 y 553 en 1981 (desde enero hasta agosto).
Por último, es de importancia que se mencione que uno de los resultados que conllevó la democratización fue la formación de organizaciones campesinas, cuyo número se incrementó por toda la sociedad rural, gracias a las medidas tomadas durante el gobierno militar, como la desaparición de los grandes terratenientes por las expropiaciones y la ruptura de las relaciones señoriales, que dieron las condiciones para que esto suceda. Como resultado se tuvo la concretización de la ciudadanía del campesinado peruano y su participación en movimientos para que lleguen a tener una representatividad digna que vele por sus intereses comunes.

#### Las Fuerzas Armadas
El papel de las FF.AA en el segundo gobierno de Belaúnde fue de suma importancia por dos razones: permanecían los mismos altos mandos militares que habían regido el país en el reciente gobierno militar; y porque el inicio de este nuevo mandato coincidió con el inicio de la violencia terrorista desatada por Sendero Luminoso, autodenominado Partido Comunista, de inspiración maoísta.
En principio, las FF. AA. siempre estuvieron atentas a las acciones que los gobiernos democráticos han realizado, sobre todos desde la segunda mitad del siglo XX. Luego del régimen militar de 1968-1980, el poder de la institución quedó intacto debido a ciertas estrategias legales que la dejaban intocable ante el Poder Ejecutivo. En ese sentido, y con esas bases legales, Belaúnde entró al poder con un carácter sumiso respecto a las acciones de las FF. AA. Como principales ejemplos está la designación de tres militares retirados en cargos ministeriales, con el fin de que el poder de la cúpula militar se reforzara; y la presencia de los militares en varias de los eventos presidenciales o asuntos en los que no se necesitaban a autoridades del Ejército. Sin embargo, no todo era sumisión del Estado, sino que también hubo casos en los que las FF.AA le daban la razón y apoyaban las decisiones que el presidente y las autoridades del gobierno tomaban independientemente, como el caso del conflicto con Ecuador en 1981.
A pesar de lo anterior, era obvio que el nuevo gobierno democrático, que se mostraba débil (al igual que los partidos y otras fuerzas políticas), necesitaba del amparo de los militares, más aún cuando Sendero Luminoso empezó con su expansión con miras al ámbito nacional (1982).
Respecto a la lucha contra Sendero Luminoso, Cotler señala que Belaúnde definía al problema terrorista como un simple levantamiento, el cual podía ser solucionado con el envío de policías a la zona de ataque. Sin embargo, la situación empeoró y el presidente tuvo que aceptar la gravedad del problema. Su solución inmediata fue darle las facultades a las FF. AA. para que se hagan cargo de la subversión que había tomado carácter político y tengan el control político en las zonas de emergencia que cubrían casi la mitad del país.
Sin embargo, los lazos con los militares se volvieron ambiguos luego de que la intervención de estos se hizo incontrolable en asuntos que incumbía solamente al gobierno. Como consecuencia, la autonomía institucional que las FF. AA. tenían les fue cancelada, lo cual tuvo como resultado el resquebrajamiento de los militares y la imposibilidad de que se organizaran para un golpe de Estado, junto con su desmoralización y desorientación. Esto último, sumado a la ayuda económica denegada a las FF. AA., también fueron causa de que la reacción ante el terrorismo fuese paupérrima y lenta, permitiendo que Sendero Luminoso avanzara con mayor facilidad.

### Relaciones con el Poder Legislativo
El régimen democrático tuvo como característica especial el diálogo y la coordinación entre los Poderes del Estado, especialmente entre el Ejecutivo y el Legislativo, para tratar los grandes problemas del país y buscar en conjunto la solución más adecuada. La actitud del Poder Ejecutivo fue de constante apoyo para que las Cámaras Legislativas pudieran cumplir con su labor fiscalizadora. Para ello, los ministros de Estado concurrieron no sólo al Senado y a la Cámara de Diputados, sino también a las reuniones de las Comisiones ordinarias e investigadoras tanto a invitación como por propia iniciativa.

#### Senado
En la primera Legislatura Ordinaria de 1984, el ministro del Interior, Dr. Luis Pércovich Roca, asistió el 26 de agosto para informar sobre la muerte del dirigente campesino Jesús Oropeza Chonta, asesinado en Puquio. El 13 de septiembre de ese mismo año asistió el ministro de Transportes y Comunicaciones, arquitecto Carlos Pestana Zevallos, para informar sobre las construcciones y reparaciones de carreteras, en especial de la red nacional. Y el 9 de octubre lo hicieron los señores Ministros de Energía y Minas, Ing. Juan Incháustegui, y de Economía, Finanzas y Comercio, Ing. José Benavides Muñoz. El Ministro de Energía y Minas explicó las negociaciones del proyecto cuprífero Cerró Verde II entre el gobierno y el consorcio japonés Marubeni Mitsui y sobre la recuperación de la inversión hecha en el yacimiento de Cuajone por la firma Southern Peru Cooper Corporatio. Por su parte el ministro de Economía sustentó las razones que tuvo el Ejecutivo para promulgar los Decretos Supremos Nos. 039 y 301 de 3 de febrero y 13 de julio por los cuales se reducían los porcentajes de retención en petróleo crudo.

#### Cámara de diputados
El 28 de agosto de 1985 el ministro del Interior, doctor Luis Pércovich Roca, asistió a la cámara de Diputados a una sesión secreta. Las Comisiones Ordinarias e Investigación mantuvieron intenso diálogo con los Ministros de Estado, habiéndose registrado entre agosto de 1984 y enero de 1985 un total de 20 reuniones de trabajo.

#### Comisión Permanente
La Comisión permanente del Congreso se instaló el 16 de diciembre de 1984. Durante su funcionamiento hasta el 26 de marzo de 1985, no concurrió a sus sesiones ningún Ministro de Estado.

## Aspecto económico
La crisis económica que sumergió al Perú en la década de 1980 no fue un caso aislado dentro de la región latinoamericana: fue un fenómeno socioeconómico territorialmente extenso que se caracterizó por la agudización de la deuda internacional y el estancamiento económico. Popularmente llamada década perdida, fue el periodo económico más traumático a lo largo de la historia sudamericana según José Antonio Ocampo, exdirector de la Comisión Económica para América Latina en el 2014 (CEPAL). La aparición de políticas de ajuste ante el endeudamiento internacional, heredado de la década anterior por una fuerte intervención del estado en la economía, abrió paso a diferentes impactos a nivel social, económico y político en cada Estado.
Entre 1982 y 1983, como para llover sobre mojado, ocurrió el Fenómeno del Niño, que golpeó fuertemente a la costa norte de Perú, ocasionando graves daños en la infraestructura vial y en la agricultura. Los estragos del Niño afectaron al PBI que disminuyó en −6 %. La inflación subió en un 125 % al año. A partir de 1983, la caída de los precios de los metales desencadenó una preocupante crisis económica, que se evidenció con las dificultades para el pago de la deuda externa, un fuerte aumento de la inflación y la devaluación del sol.
El segundo gobierno belaundista, apoyado en el legislativo por el Partido Popular Cristiano, apostó por tomar medidas orientadas a restablecer el orden económico y la estabilidad política. Enfrentado a la crisis de la producción agraria, la debilidad de la burocracia pública, el surgimiento de Sendero Luminoso/MRTA y al fenómeno del Niño (1983), encaró un obstáculo mayor que determinó la necesidad de ajustes económicos importantes en el país: la agobiante deuda externa heredada del decenio anterior.

El endeudamiento externo fue tan voluminoso que en 1978 llegó a representar más del 60 % de las exportaciones (…). Esta situación se agravó en los años que siguieron. En la medida en que los préstamos se volvieron más costosos y los plazos cada vez más perentorios, esas colocaciones, en lugar de apoyar a la estructura productiva, reforzaron los patrones tradicionales de dependencia y subordinación al mercado. Una muestra del extremo a que se llegó es el presupuesto de la República para 1983, que destinó alrededor del 40 % para cumplir con las deudas contraídas, y la balanza de comercio, que asignó más del 50 % de las exportaciones al mismo fin.

### Gabinete Ulloa
El segundo gobierno belaundista inicia con Manuel Ulloa Elías como ministro de Economía y Presidente del Consejo de Ministros. Ante la crisis económica descrita, Ulloa aplicó una tímida reducción del gasto fiscal. Se reanudaron las negociaciones con el Fondo Monetario Internacional tras las grandes sumas que acumulaba la deuda externa nacional. En 1983, el FMI exigió por primera vez al gobierno que aplique las cláusulas del Consenso de Washington, algo que no haría efectivo hasta el gobierno de Fujimori, mientras que en países como México ya se estaban aplicando.

### Gabinete Schwalb
Tras resultados negativos del programa económico guiado por el ministro de Economía (crecimiento lento del Producto Bruto Interno y estancamiento de diversos sectores de la economía – incluyendo el exportador–), Ulloa renunció en 1982. Así Fernando Schwalb asumió como premier, cambió a la mayoría de miembros del gabinete original y designó a Carlos Rodríguez Pastor Mendoza como nuevo ministro de Economía. Se intentó estabilizar la economía a través de políticas de ajuste, sin dejar de lado las obras públicas. En 1983, el Fenómeno del Niño golpeó gravemente la economía nacional. «El gabinete de Fernando Schwalb no logró detener la decadencia económica ni la creciente sensación de descontento debido a las acciones armadas de Sendero».

### Gabinete Mariátegui
Con una inflación que superaba el 100 %, un endeudamiento nacional externo trazando los diez mil millones de dólares y Sendero Luminoso ganando territorios a través el país, Belaúnde decidió designar a Sandro Mariátegui, hijo de José Carlos Mariátegui, a la Presidencia del Consejo de Ministros.
En su informe al Congreso de 1984, Mariátegui se quejó de los plazos cortos y los intereses altos de la deuda externa, así como exigía mayor justicia en los precios de los productos de exportación y mejor recepción de los mismos, criticando las medidas proteccionistas dictadas en Europa y Estados Unidos.               

### Gabinete Pércovich
Luis Pércovich Roca fue el último primer ministro de Belaúnde Terry, designado en octubre de 1984, nueve meses antes de las elecciones de 1985. El nuevo jefe de gabinete solo intentó pasar las riendas del poder, pues la economía marcaba desde ya una tendencia negativa futura, irremediable a esas alturas del gobierno. De esta forma, el Perú queda estancado en una crisis económica cada vez más aguda; no obstante, Belaúnde lograría terminar los cinco años correspondientes.

Se asumía que la elevada inflación era causada por el excesivo gasto público y privado. Por ello, se quería reducir para volver a crecer de manera sana, haciendo caja para pagar la deuda externa. Sin embargo, se generó una profunda recesión con inflación elevada y el tramo final del segundo gobierno Belaundista fue vivido como una pesadilla.

## Aspecto social
Como ya señalamos, el elevado endeudamiento externo afectó la precariedad del sistema y desde 1982 el crecimiento económico descendió en gran magnitud. Como consecuencia se presentó un enorme número de desempleados, debilitamiento de la sociedad civil, crisis de los partidos políticos y la informalización de las clases populares. 

### Motín del penal El Sexto
Otro incidente de gravedad ocurrido en su gobierno fue la develación del Motín del penal El Sexto, reclusorio ubicado en el centro de Lima. La mañana del 27 de marzo de 1984 un grupo de 60 reclusos tomó como rehenes a varias personas que trabajaban en dicho penal exigiendo la entrega de vehículos para fugarse. Enterado el presidente, ordenó que se realizaran negociaciones para poner fin al problema; sin embargo los reclusos se mantuvieron inflexibles y acrecentaron su violencia, asesinando frente a las cámaras de televisión a dos de los rehenes.
Por la noche el motín fue develado por un grupo especial de la Guardia Republicana que ultimó a 22 internos, hirió a 40 y dispersó al resto, este hecho fue el más violento de ese año, incluso el Ministro del Interior de aquella época, Luis Pércovich no dudó en declarar que el motín tuvo una inspiración directa de Sendero Luminoso, debido a que varios de sus integrantes estaban recluidos en el viejo penal, el mismo que fue desalojado y clausurado el año 1986.

### Políticas barriales

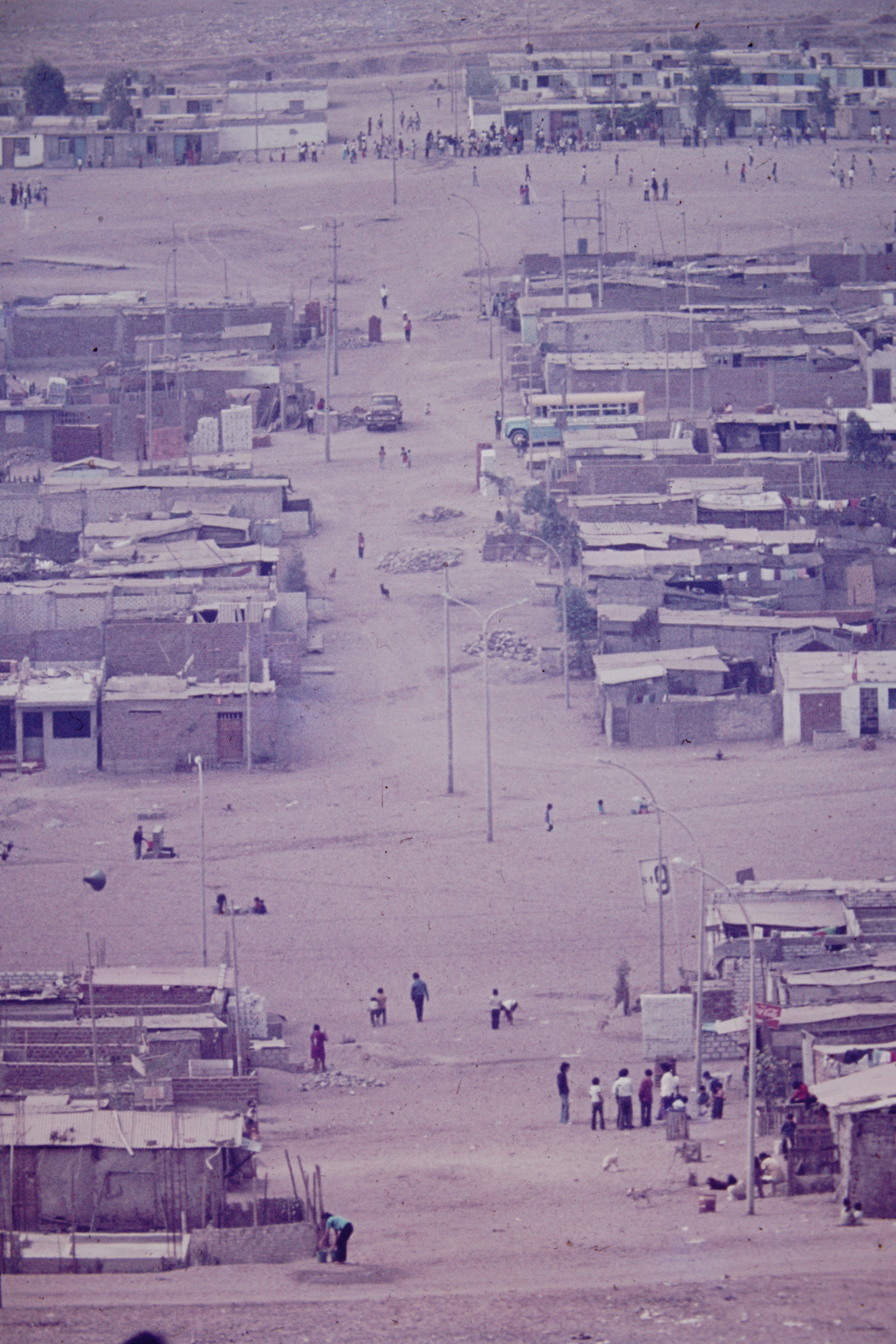
Pueblo joven de Villa El Salvador en 1975.

El accionar terrorista de Sendero Luminoso, iniciado en Ayacucho y que luego se extendió a gran parte del territorio nacional, incluido Lima, tuvo un gran impacto en los social. Para Matos Mar (2012), la guerra armada entre Sendero Luminoso y las Fuerzas Armadas, «alteraron profundamente el ritmo de las migraciones de la sierra a la costa, sometieron a una profunda crisis a las comunidades campesinas y a la población rural de la sierra. Despertaron y alteraron la vida de los grupos amazónicos».
Las barriadas no tomaron partido por el segundo gobierno de Fernando Belaúnde Terry, pero sufrieron un fuerte impacto por la crisis de vivienda que los obligaba a invadir sin diferenciar si los terrenos eran de propiedad pública, privada o en litigio lo que generó represiones.
Las elecciones municipales en noviembre de 1980 se dieron en un contexto de intensas movilizaciones y marchas por la ciudad limeña. Comenzó, desde agosto, con el surgimiento de la barriada Villa Violeta en Comas y 30 de agosto en Villa María del Triunfo, mientras se celebraba la primera Convención de Barriadas en Chaclacayo. Las barriadas del Cono Sur y la Federación Distrital de El Agustino protestaban frente a la Empresa de Saneamiento de Lima, demandando agua potable (Matos: 2012). El primero de noviembre, días antes de las elecciones municipales, los pobladores del Cono Este, especialmente los de Canto Grande y Huáscar, realizaron una marcha masiva hacia el Parlamento con la finalidad de exigir agua potable, alcantarillado y luz eléctrica. Para enero de 1981, surgieron cuatro barriadas en San Juan de Lurigancho, a la vez ocurría un paro nacional y una marcha masiva de las barriadas del Cono Este a Palacio de Gobierno.
El gobierno nacional y el Congreso presenta una política de “asentamientos humanos”, en el cual la tarea de resolver los problemas estaba en manos de los alcaldes y sus municipios. «El gobierno aprobó el Decreto Legislativo 51, Ley de Municipalidades, mediante el cual se crea la Dirección Ejecutiva de Asentamientos Humanos Marginales, con la finalidad de prestar asistencia a los pobladores, y la Ley de Municipalidades 23853, que dispone formalizar la propiedad de los terrenos a quienes acrediten su posesión hasta antes de 1980». (Matos: 2012) Las municipalidades, sin embargo, se dedicaron a «titular sin generar saneamiento de la propiedad y menos aún registro» (Matos: 2012); es decir, dichos documentos servían para la entrega, pero carecían de valor. Mientras tanto, crecían considerablemente las invasiones en terrenos urbanos, llegando a 34 nuevas barriadas.
En las elecciones municipales siguientes ganó Alfonso Barrantes, líder de Izquierda Unida, además de 20 alcaldes del partido en los distritos más populosos de Lima. Para Matos Mar, ello significaba un giro nuevo a la evolución del proceso del surgimiento de las barriadas. El proyecto de Vaso de Leche y la formación de Cocinas Populares fueron los proyectos que promovieron un mayor protagonismo del Estado en las barriadas populares.
Entre 1984 y 1985, se creó la Comisión de Asentamientos Humanos en un intento de canalizar el desborde urbano. Sin embargo, las invasiones continuaban intensamente, ocupaban áreas periféricas y resquicios de las barriadas existentes, así como también terrenos cercados de propiedad privada destinada a actividades industriales. La municipalidad de Lima reconoció 203 asentamientos humanos entre 1980 y 1985.
Por su parte, el gobierno central se encontraba en crisis debido al pago de la deuda externa, que incapacitan su accionar en la política social. Su único programa fue Cooperación Popular, creado durante el gobierno de las Fuerzas Armadas y destinado con la finalidad de construir obras locales para dar oportunidad laboral y mano de obra. También se creó el Banco de Materiales, que prestaba dinero para materiales de construcción pagaderos en cuotas mínimas.

### Terrorismo

#### La aparición deSendero Luminoso
En 1980 empezaron las actividades armadas del Partido Comunista del Perú-Sendero Luminoso. Para comprender los orígenes del mismo es necesario explicar las diferentes divisiones que sufrieron las agrupaciones comunistas peruanas durante ese periodo.
En 1964, el Partido Comunista se dividió en Partido Comunista del Perú-Patria Roja (PCP-PR) y Partido Comunista del Perú- Bandera Roja (PCP-BR) ambos de ideología maoísta. La diferencia se debía fundamentalmente a que el PCP-Patria Roja entró a la legalidad y el PCP-Bandera Roja aprobó el uso de la violencia para fines políticos. En 1970, el PCP-BR sufrió otra escisión debido a diferencias entre Saturnino Paredes y Abimael Guzmán. Paredes estaba «preocupado en la construcción de gremios campesinos» y Guzmán consideraba de mayor importancia «la reafirmación de una ideología y la definición de una línea política general». Este acontecimiento, generó el surgimiento del Partido Comunista del Perú-Sendero Luminoso (PCP-SL), encabezado por Guzmán. 
Como podemos ver, Sendero Luminoso ya existía desde la época del gobierno militar de los ‘70. Esperaron la ocasión propicia para iniciar lo que llamaban la “lucha armada” o “guerra popular” y esa fue el retorno a la democracia. Un día antes de las elecciones, en la localidad ayacuchana de Chuschi, un grupo armado de cinco encapuchados irrumpió en el local donde se guardaban las ánforas para las elecciones nacionales y quemaron las ánforas y el libro de registro electoral. El ataque fue considerado por Sendero Luminoso como el inicio de su guerra popular (17 de mayo de 1980).
La respuesta del gobierno ante el creciente accionar de Sendero Luminoso fue lenta. Para algunos voceros del gobierno se trataba solo de abigeos (ladrones de ganado) o de personas insanas que necesitaban de tratamiento psiquiátrico. Por lo demás, en un contexto de regreso a la democracia tras los doce años de gobierno de las Fuerzas Armadas, donde las tareas de mayor urgencia era la activación económica y apaciguar el descontento social, se pensaba que la vía revolucionaria había desaparecido de la política peruana debido a la participación mayoritaria de la izquierda en los últimos comicios. 
La primera acción concreta por parte del gobierno se realizó en febrero de 1981, cuando se promulgó el decreto legislativo antiterrorista 046, el cual establecía responder «legalmente a los ataques del PCP-SL y en el cual se tipificaba el delito de terrorismo».
El 3 de marzo de 1982 los senderistas asaltaron la cárcel de la ciudad de Ayacucho, para liberar a sus correligionarios presos, acción que fue planeada por el mismo Abimael Guzmán desde Lima, y en la que murieron dos guardias civiles. Este hecho, que fue muy resonante, originó la represalia de un grupo de policías, que mataron a cuatro prisioneros senderistas que se hallaban internados en un hospital público.
La policía, que debía enfrentar tan inesperada amenaza, evidentemente no estaba preparada para responsabilidad de tal magnitud. Fue entonces cuando el gobierno decidió encomendar a las Fuerzas Armadas el restablecimiento y mantenimiento del orden en las regiones afectadas.
El 27 de diciembre de 1982, el presidente dio un ultimátum al PCP-SL para que entregara las armas antes de la intervención de las Fuerzas Armadas. Finalmente, el 29 de diciembre de 1982 se dio el decreto supremo que declaró en estado de emergencia las provincias de Huanta, La Mar, Cangallo, Víctor Fajardo y Huamanga en Ayacucho; Andahuaylas en Apurímac y Angaraes en Huancavelica, asumiendo las Fuerzas Armadas el control del orden interno.
Nunca se diseñó una estrategia tendiente a combatir a la subversión, sino simplemente se declaró el Estado de Emergencia y se envió a las Fuerzas Armadas y las Fuerzas Policiales a combatir a los alzados en armas. Este hecho agravó mucho el conflicto, pues los uniformados, en la práctica sin control civil, se entregaron a una brutal campaña represiva que costó miles de vidas, las que se sumaron a las víctimas, más numerosas, de Sendero Luminoso. El historiador Héctor López Martínez, que por entonces era viceministro del Interior, dice al respecto: «Sería absurdo negar que hubo excesos aislados de parte de las fuerzas del orden, pero en el gobierno del presidente Belaúnde no hubo ninguna directiva que diera luz verde a la llamada “guerra sucia”, es decir, a que se procediera sin ningún miramiento y sin tomar en cuenta el costo social que, por desgracia, terminó siendo muy alto.»
Fue precisamente a partir de 1983, cuando Sendero Luminoso, en respuesta a la represión militar, intensificó su campaña, imponiendo un terrorífico régimen de violencia extrema en el sur andino y asesinando indiscriminadamente a miles de campesinos, profesionales, comerciantes y autoridades locales.
Los hechos más graves sucedidos en este tiempo fueron:
- La masacre de Uchuraccay donde ocho periodistas y un guía del lugar, fueron asesinados por los moradores de dicho distrito andino al confundirlos con militantes de Sendero Luminoso.
- La masacre de Huancasancos y Lucanamarca, perpetrada en abril de 1983 por los senderistas sobre las poblaciones campesinas de dichos lugares, porque estas se negaron a darles apoyo.[28] Fue la primera de una serie de masacres que los senderistas cometieron sobre poblaciones humildes de los Andes, a lo largo de su “guerra popular”. Una de ellas fue la masacre de Soras, donde fueron asesinados más de un centenar de campesinos.[29]
- La matanza sistemática ocurrida en el cuartel Los Cabitos de Huamanga, entre 1983 y 1985, perpetrada por los militares. Investigaciones posteriores hallaron las osamentas pertenecientes a 136 individuos, que habrían sido detenidos por ser supuestamente miembros o colaboradores del senderismo.[30]
- La masacre de Putis, ocurrida en diciembre de 1984, donde más de cien civiles fueron masacrados por una unidad del ejército al ser confundidos con militantes de Sendero Luminoso, siendo enterrados en un conjunto de fosas comunes clandestinas.[31]

Belaúnde parecía tener presente lo ocurrido en su primer gobierno, cuando surgieron las guerrillas del MIR, que las Fuerzas Armadas liquidaron rápidamente. Pero ocurría que Sendero Luminoso era algo distinto a una guerrilla: era un grupo armado que aplicaba la táctica de la guerra sucia, esto es, la de emboscar y matar de manera sorpresiva, para luego esconderse. A diferencia de una guerrilla, rehuía a un enfrentamiento abierto con las fuerzas armadas. Como se comprobaría en los años 1990, el punto clave era capturar a la cúpula senderista, pero Belaúnde dejó escapar, en más de una ocasión, la gran oportunidad de atrapar a Abimael Guzmán. Este fue ubicado en Lima, en 1982, tal como lo cuenta el periodista Gustavo Gorriti. Muchos creían que el líder senderista estaba en las serranías, dirigiendo la lucha armada; sin embargo, como después se comprobó, siempre estuvo en la capital peruana, viviendo en barrios residenciales. Fue en ese año de 1982 cuando los servicios de inteligencia lo ubicaron en la casa de su suegro en la avenida Pershing, en San Felipe; de acuerdo a los informes, se hallaba presumiblemente muy enfermo. Informado Belaúnde, no pareció dar mayor importancia al asunto (en esos momentos se hallaba afanado en coordinar con el embajador estadounidense un plan de paz para evitar la guerra de Las Malvinas) e increíblemente prohibió que se capturara a Guzmán en esas condiciones, por considerar que, en caso de que falleciera, fuera considerado mártir por sus seguidores y que su gobierno quedara como «asesino» ante la comunidad internacional. Al margen de cualquier excusa, es sin embargo notorio que Belaúnde dejara escapar una magnífica ocasión que hubiese determinado el fin de la lucha antiterrorista.
Hay que destacar también el papel de primerísimo orden que tuvo la esposa del líder senderista, Augusta La Torre, alias camarada Norah, que formó dos organismos importantes para el accionar terrorista: la despiadada Milicia femenina y Socorro Popular; ella fue quien encabezó los arrasamientos de haciendas y poblados, y dirigió los asesinatos selectivos y los coches bomba.
Las reiteradas violaciones de los derechos humanos en las regiones del conflicto, los crímenes y abusos no divulgados de efectivos militares y policiales peruanos, así como los de Sendero Luminoso, convirtieron al gobierno de Fernando Belaúnde en uno de los más violentos de la historia del Perú.

#### La aparición del Movimiento Revolucionario Túpac Amaru
En 1982, facciones del Movimiento de Izquierda Revolucionaria y el Partido Socialista Revolucionario formaron el Movimiento Revolucionario Túpac Amaru (MRTA), cuya organización postulaba por la necesidad de reanudar la lucha armada en el Perú, uno de sus cabecillas era Víctor Polay Campos. Inspirado en la victoria del FSLN en Nicaragua en 1979 y el creciente auge de la lucha armada interna en Colombia, sus acciones se iniciaron el 31 de mayo de 1982 a partir de un robo de un banco en La Victoria. Se fueron expandiendo por todo el país, pero siempre serían vistos como una amenaza secundaria a comparación de Sendero Luminoso.

## Aspecto internacional

### Integración regional
En la política exterior, Belaúnde adoptó una posición de liderazgo. Apuntó a la integración regional como un gran esfuerzo de construcción de infraestructura para beneficio de la población, la libre circulación de los bienes y servicios entre los países que integraban el territorio regional.
Puso en debate internacional nuevos temas como la reclamación de un comercio justo; propuso un mayor equilibrio, más racional y equitativo; planteó la revisión de las bases fundamentales del sistema financiero internacional para que este pudiera contribuir de manera más eficaz al desenvolvimiento e integración de los países del Tercer Mundo, tuvo clara visión acerca de las posibilidades que el Perú tenía para impulsar su desarrollo a través de un programa de inversiones públicas financiado por los organismos multilaterales y los organismos como el Banco Mundial, Banco Interamericano del Desarrollo y la Corporación Andina.

### Diplomacia económica
Ante un escenario de bipolaridad Este-Oeste, Belaúnde consideró importante apoyar las causas de los países en desarrollo, buscando un nuevo sistema económico. Esta postura internacional la sostuvo en el marco de las Naciones Unidas. Asimismo, para Belaúnde era importante unidad entre los países de la región. Debido a este motivo, se sirvió de mecanismos de consulta y coordinación, para consolidar una opinión territorial entre los países sudamericanos frente a los dilemas del escenario internacional, en especial sobre los problemas de la deuda y la ortodoxia fiscal impuesta por organismos financieros multilaterales. La posición de Belaúnde al respecto fue clara: lograr de los acreedores mejores condiciones de pago, sobre la base de fórmulas negociadas y de mutua conveniencia. Al igual que en otros asuntos de política exterior no propuso ni la ruptura ni la confrontación, sino soluciones derivadas de un consenso sustentado en la identificación de intereses comunes entre acreedores y deudores.
Belaúnde representó un liderazgo importante en la dinámica internacional persiguiendo los intereses de los países del Tercer Mundo, con una posición respetuosa frente a los países industrializados, y sus organismos: puso nuevos temas en la mesa del debate internacional: reclamó comercio justo; propuso un mayor equilibrio, más racional y equitativo, en las relaciones económicas entre países asimétricos; planteó la conveniencia de revisar las bases fundamentales del sistema financiero internacional para que éste pudiera contribuir de manera más eficaz al desenvolvimiento e integración de los países del Tercer Mundo; tuvo clara visión acerca de las posibilidad que el Perú tenía para impulsar su desarrollo a través de un programa audaz de inversiones públicas debidamente financiado por los organismos multilaterales del ramo. El Perú apoyó en el ámbito de organismos como el Sistema Económico Latinoamericano (SELA) los planteamientos formulados para definir una posición regional sensata y dialogante a fin de hacer frente al grave problema derivado de la rápida modificación de las condiciones financieras internacionales, en virtud de las cuales América Latina, receptora de flujos positivos de capital hasta 1982, se convirtió, a partir de entonces, en exportadora neta de los mismos.

### Crisis de la embajada de Perú en Cuba
Apenas tomó posesión del gobierno, Belaúnde se enfrentó a esta crisis, que se originó en enero de 1980 cuando 24 cubanos que buscando escapar del régimen impuesto por Fidel Castro en Cuba, ingresaron violentamente en un autobús a la Embajada de Perú en La Habana. El embajador peruano Edgardo de Habich Rospigliosi permitió el ingreso de las fuerzas especiales cubanas para desalojar los invasores, esta acción le costó el puesto al embajador por no haber recibido la autorización del gobierno peruano.
El 28 de marzo fue el segundo ingreso de cubanos en la embajada y el 1 de abril fue el tercer ingreso realizado bajo fuego por parte de la milicia cubana; en este incidente resultó muerto un militar cubano. Fidel Castro exigió al gobierno peruano que entregará a los cubanos refugiados en la embajada. Frente a la negativa del Perú de hacerlo, Fidel Castro lanzó un comunicado de prensa el día 4 de abril, por el cual retiraba la seguridad a la sede diplomática por lo que «dicha sede queda abierta para todo aquel que quiera salir del país». Ya para el domingo 6 de abril habían entrado 10.803 cubanos en la Embajada de Perú.
La crisis culminó en junio de 1980 cuando se concedieron visas humanitarias a los refugiados, España dio 350 visas, Canadá 600, Costa Rica 250 y Perú 750. Llegaron al Perú 450 cubanos, cifra que aumentó a 742 para agosto. La mayoría fue instalada en un campo de refugiados en el Parque Túpac Amaru de San Luis. La mayoría de los asilados en Perú volvió a emigrar.

### Conflicto con Ecuador
El 22 de enero de 1981, el gobierno peruano denunció el ataque a una de sus aeronaves cuando realizaba una misión de abastecimiento a puestos de vigilancia en el río Comaina (territorio peruano). El incidente fronterizo fue provocado por la presencia del ejército ecuatoriano que había sobrepasado la línea de cumbres de la Cordillera del Cóndor, constituyó para el Perú y América Latina un serio motivo de preocupación. El presidente Belaúnde ordenó la inspección del río Comaina hasta sus nacientes en el lado oriental de la Cordillera del Cóndor, comprobándose la existencia dentro del territorio peruano de tres destacamentos militares ecuatorianos con sus respectivas instalaciones. Este hallazgo causó acciones de fuerza, logrando las fuerzas peruanas desalojar los destacamentos ecuatorianos.
Pero, tras la medición de las coordenadas, se comprobó que no correspondían a la mencionada Paquisha sino, como lo calificó el presidente Belaúnde, a un «falso Paquisha». El ministro de Relaciones Exteriores del Perú se comunicó telefónicamente con su colega ecuatoriano para exigirle el repliegue de las tropas de su país al lado occidental de la cordillera, con la advertencia de no hacerlo serían desalojados militarmente.
La eficaz intervención diplomática de Brasil, Argentina, Chile y Estados Unidos dio lugar a las conversaciones de Aguas Verdes (Tumbes) y Huaquillas, por pronunciamiento separados, quedó en claro, que a las fuerzas peruanas correspondía el lado oriental de la Cordillera del Cóndor y a los similares de Ecuador el lado occidental, conforme lo estipulado por el Protocolo de Río de Janeiro, llamado el acta Sorrosa-Du Bois fijó las coordenadas de ubicación permitidas para las tropas fronterizas, ratificando la condición de la mencionada cordillera como límite natural entre ambos países. También quedó establecido ante los agregados de los países garantes que las tropas peruanas en ningún momento habían sobrepasado el límite fronterizo, Belaúnde había ordenado no hacerlo lo que contribuyó a que no se gestará un conflicto bélico.
En 1992, los presidentes de Perú y Ecuador, Alberto Fujimori y Rodrigo Borja Cevallos, suscriben el llamado Pacto de Caballeros en el que se comprometen a buscar soluciones pacíficas a las diferencias. Sin embargo, en el mes de diciembre de 1994, después de una declaración oficial por parte del gobierno peruano, que reclamaba como suyos los territorios en disputa, y frecuentes encuentros entre patrullas de ambos países, se empiezan a notar movilizaciones del ejército del Ecuador, que desde 1981 había estado preparándose para enfrentar un conflicto generalizado, desplegando sus sistemas de defensa en el área de la Cordillera del Cóndor.

### Visita de Juan Pablo II
Al atardecer del 10 de febrero de 1985 millares de personas se dieron cita en el aeropuerto de Lima para dar la bienvenida a S.S. Juan Pablo II, que llegaba para una estadía de 5 días. A su llegada, Belaúnde saludó a Juan Pablo II de manera emotiva: «Sois bienvenido y honrado en el Perú que espera, fervientemente, vuestra bendición». En el Salón de la Paz del Palacio de Gobierno, el papa recibió el homenaje de las autoridades del gobierno. «Aquí, en esta casa de todos los peruanos, el gobernante os da la más respetuosa bienvenida y, el creyente, con la multitud que escucha en las calles, plaza y hogares, se inclina con fervor y esperanza, ante el Vicariato de Cristo», expresó Belaúnde.
Al siguiente día, beatificó a sor Ana de los Ángeles Monteagudo y coronó a la Virgen de Chapi. También en el gigantesco escenario del Hipódromo de Monterrico mandó un mensaje a la juventud con la finalidad de instar en los jóvenes la construcción de la paz como tarea básica. Al tercer día bendijo a más de dos millones de personas y ordenó a 47 nuevos sacerdotes. Al cuarto día, en el Callao, recibió una multitudinaria acogida donde bendijo a enfermos y minusválidos. Dos multitudinarios recibimientos tuvieron lugar en Villa El Salvador y en Iquitos. Al finalizar su estadía en Perú, el Pontífice fue despedido por Belaúnde.
En dicha Visita estuvo presente la venerada imagen del Señor del Santuario de Santa catalina joya religiosa que presidio dichas celebraciones, en su honor a esta imagen se le llama el Cristo del papa.

### Conflicto de Las Malvinas
El 2 de abril de 1982, el gobierno militar de Argentina ocupó las islas Malvinas. En consecuencia, la reacción británica no se hizo esperar. Advirtiendo tan seria amenaza para la paz de América Latina, Belaúnde propuso el 11 de abril una tregua para discutir los términos de un arreglo.
El 2 de mayo el Belgrano, navío argentino, había sido atacado y hundido, se pensó entonces que la propuesta de paz de Belaúnde no tendría relevancia. Sin embargo, cuando los argentinos atacando con una sofisticada tecnología aérea, lograron destruir el Schefield, se abrió nuevamente las conversaciones para un acuerdo de paz. Los británicos, estaban dispuestos a considerar el cese del fuego y la desocupación del teatro de operaciones por ambas fuerzas. Se expresaba además, la aceptación que las Naciones Unidas se hiciera cargo transitoriamente de la administración de la isla. La documentación, establecía que la desocupación de las islas se efectuara simultáneamente.
Sin embargo, las condiciones para el acuerdo no fueron las adecuadas y el 21 de mayo comenzó el desembarco británico en San Carlos con pérdidas de navíos y considerables pérdidas materiales. El 28 de mayo se produjo la ocupación de Darwin y Goose Green. El desenlace ocurrió el 14 de junio con la rendición del general Menéndez al general Moore. La guerra había vencido a la diplomacia. «Sería estéril la experiencia si no se extrajera de ella enseñanza para el porvenir. Quedó demostrado que una gestión de paz nunca es inútil. Hoy que el conflicto subsiste, ahondando por las tumbas que nunca debieron abrirse, se comprueba, una vez más, que la violencia no resuelve nada», expresó posteriormente Belaúnde.
En 1985, el presidente argentino Raúl Alfonsín visitó el Perú y condecoró a Belaúnde con el Collar de San Martín.

## Casos de corrupción pública
Bajo este gobierno estallaron diversos escándalos de corrupción, como los casos Guvarte, Vollmer, Bancoper, Mantaro-Pachitea y Villa Coca.
- El caso Guvarte.- Involucró al ministro de justicia Enrique Elías Laroza (del PPC, partido aliado del gobierno). Durante el periodo en que estuvo al frente del portafolio de Justicia (1981-1982), Elías Laroza firmó contratos para la construcción y equipamiento de centros penales con la compañía española Guvarte, como parte de un acuerdo de ayuda crediticia entre los gobiernos peruano y español. El elevado costo que demandaban dichas obras (55 millones de dólares) y sus aparentes deficiencias, levantaron sospechas. El contralor general Miguel Ángel Cussianovich, presentó cargos contra Elías y sus cercanos colaboradores por malversación de fondos públicos. El caso fue abandonado cuando Elías adquirió inmunidad parlamentaria al ser elegido diputado en 1985. En su defensa, el exministro arguyó una conspiración política en su contra.
- El caso Vollmer.- Involucró al primer ministro y ministro de Economía Manuel Ulloa, el hombre fuerte del régimen belaundista, que era a la vez un empresario con intereses en varios negocios, como el de las telecomunicaciones (el diario Expreso y el canal 5 de televisión). Ulloa, al parecer, favoreció a un conglomerado empresarial venezolano, el Grupo Vollmer (del que era accionista y miembro del directorio), en la venta de Irrigadora Chimbote S.A. Este escándalo ocasionó que en diciembre de 1982 Ulloa renunciara a su cargo político.
- El caso Bancoper.- Involucró al Estado en un intento frustrado de rescatar a Bancoper, un banco privado que atravesaba serias dificultades por préstamos hechos a empresas del Grupo Bertello, uno de sus principales accionistas. A favor de dicho banco, el Estado usó 30 millones de dólares del Banco Central de Reserva y del Banco de la Nación, procedimiento irregular que generó en el Congreso una acusación constitucional (1985).
- El caso Mantaro-Pachitea.- Involucró a dos ministros del gobierno belaundista que aceptaron una deuda de 42 millones de dólares (ulteriormente elevada a 73 millones), generada por las pérdidas en el arriendo y posterior “compra” del Mantaro y Pachitea, dos naves de carga inservibles. Este caso, al igual que el anterior, no avanzó debido a la política de “borrón y cuenta nueva” que aplicó el siguiente gobierno aprista de Alan García.
- El caso Villa Coca.- Estalló ya en las postrimerías del gobierno e involucró a prominentes coroneles y generales, así como a funcionarios públicos (entre ellos, un hombre de confianza del premier y canciller de entonces, Luis Pércovich Roca) con el cártel narcotraficante de Reynaldo Rodríguez López, alias “El padrino”.

## Obras

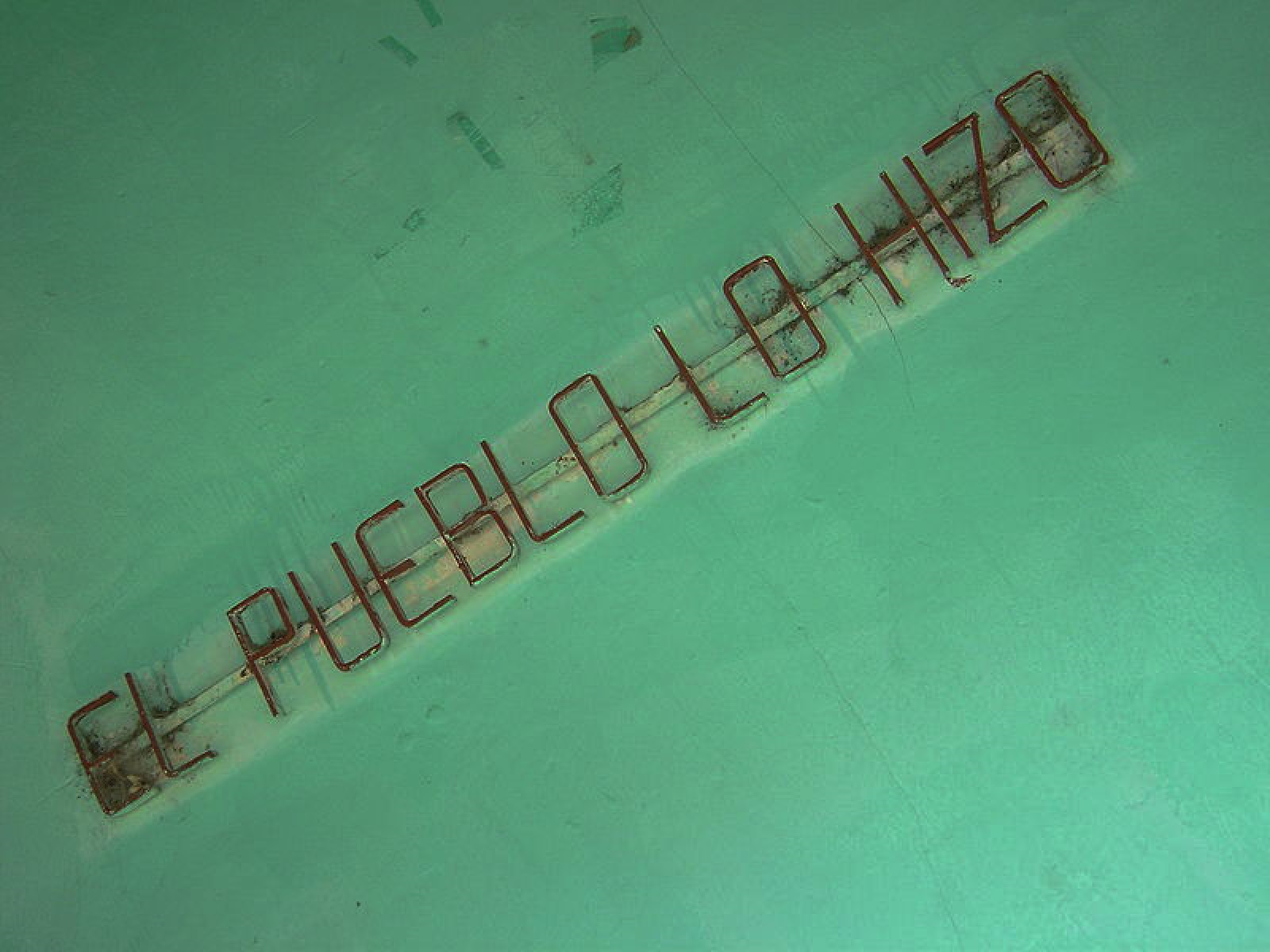
«El pueblo lo hizo», era la frase que solía repetir Belaúnde al contemplar las obras realizadas por los pobladores con la ayuda de su gobierno, mediante el esquema de Cooperación Popular, que rescataba la antigua práctica de la minka incaica. Huari, Áncash.

Pese a la crisis económica y la violencia terrorista, el gobierno pudo realizar un vasto plan de obras públicas.

### Afirmación del Estado de Derecho
Se puso en vigencia la Constitución Política de 1979, que fuera elaborada y aprobada por la Asamblea Constituyente de 1978 (su vigencia se prolongaría hasta abril de 1992), y se devolvió a sus propietarios los diarios y estaciones de televisión y radiodifusión expropiadas por la dictadura militar, garantizándose, de este modo, el respeto a la propiedad privada y la libertad de expresión e información.
Además, se restauró el origen democrático de las autoridades municipales, convocándose de inmediato a elecciones (1980). En Lima triunfó Eduardo Orrego Villacorta, de Acción Popular, que en 1983 fue sucedido por Alfonso Barrantes, representante de la izquierda marxista unificada. 
Creó las Corporaciones Departamentales de Desarrollo (CORDES), veinticinco en total (cada una por un departamento, más la provincia constitucional del Callao). Eran organismos de gobierno regional en las que participaban los alcaldes provinciales, los representantes de organizaciones y gremios locales, así como los representantes del gobierno central. Discutían en asambleas proyectos de desarrollo; el gobierno central dotaba a cada Corde de los medios necesarios, pero cada una de ellas debía buscar sus propios recursos. En los cuatro años de funcionamiento de los CORDES (1982-1985) se ejecutaron cerca de 8000 proyectos, desde aulas escolares y postas médicas, hasta puericultorios, aeropuertos y canales de regadío.
También, acatando las disposiciones de la Constitución, se creó el Tribunal de Garantías Constitucionales y la Fiscalía de la Nación.
Promulgó la Ley de Hermandad que restableció el sistema de Cooperación Popular (Minka), iniciado en su primer gobierno, y destinado a apoyar las obras de infraestructura básica y promover la participación popular en las obras, incluyendo convenios con distintas comunidades que proponían sus propios proyectos de desarrollo
Promulgó el nuevo Código Civil.

### Expansión vial en la selva. La Carretera Marginal
La extensión de la frontera agrícola fue el principal objetivo del segundo mandato de Belaúnde. Se reanudó la construcción de varios tramos de la Carretera Marginal de la Selva (obra iniciada en su primer gobierno), que brindó una infraestructura vial de acceso inmediato a 1.5 millones de hs. potenciales.
Terminó el tramo norte de la Carretera Marginal de la Selva, la que va de Tingo María a San Ignacio, de 1000 km. Construyó el tramo central, de Von Humboldt (km. 85 de Pucallpa) a Puerto Ocopa, en la confluencia de los ríos Perené, Ene y Tambo. Inauguró el tramo Villarrica-Puerto Bermúdez. Buscó así romper el aislamiento de la selva, específicamente la Selva Central, dentro de los departamentos de Ucayali, Huánuco, Pasco y Junín.
A medida que se avanzaba con la construcción de esos tramos, grupo de colonos se establecían en los márgenes del camino recién abierto. Para regularizar esos asentamientos y crear un polo de desarrollo que les sirviera de centro administrativo y de servicios, el gobierno decidió la construcción de un moderno núcleo poblacional. El 24 de mayo de 1984 fue fundada la Ciudad Constitución, en plena selva central, en el departamento de Pasco, en la margen derecha del río Palcazu, a unos 12 km del río Pachitea, con la idea de convertirla en el eje geopolítico del Perú.

### Impulso a la vivienda popular
El déficit acumulado de 1.3 millones de viviendas en 1980, hizo que el segundo gobierno de Belaúnde emprendiera un vasto programa de desarrollo de la vivienda social, como nunca antes se había realizado, incluso mucho mayor que el realizado durante su primer gobierno. El ministro del sector era Javier Velarde Aspíllaga, que se mantuvo cuatro años al frente de su portafolio, convirtiéndose en el ministro de mayor duración de toda la gestión belaundista.
Dicho programa contó de tres pilares que le dieron una estructura dinámica y operativa:
- La hipoteca social.- Los fondos provenían de dos fuentes de ahorro: las mutuales y el Banco Central Hipotecario; y los que provenían del descuento en planilla que se cargaba a las empresas y los trabajadores en el Sistema del Fondo Nacional de Vivienda (FONAVI).
- El Banco de la Vivienda, que realizó una ágil y eficiente administración de la hipoteca social y financió las obras de urbanización, y de manera especial, la instalación de servicios de agua potable, desagüe y electrificación.
- El Banco de Materiales, una institución singular creada para otorgar créditos blandos a las familias populares para la construcción de sus viviendas.

Amparado en esos pilares, el gobierno puso en marcha su Plan de Viviendas en Lima y 36 ciudades, fundamentalmente orientado a mejorar la habitabilidad de los barrios marginales mediante la instalación de redes y conexiones domiciliarias de agua y desagüe, facilitar el acceso de los interesados a los préstamos del Banco de Materiales, propiciar la dignificación de los asentamientos humanos espontáneos mediante la habilitación de lotes con servicios, poner al alcance de los hogares de ingresos medios viviendas en propiedad única, a través del Sistema Hipotecario Social.
Se construyeron conjuntos habitacionales en varios lugares del Perú, principalmente en Lima, donde destacan: las Torres de San Borja, con 2405 viviendas; los Precursores, en Surco, para 921 familias; Marbella, en Magdalena, para 300 familias; Pachacámac, en el cono sur, para 4000; Limatambo, en el distrito de San Borja, para 2467; la Ciudad Satélite de Santa Rosa, en El Callao, para 4000, y Carlos Cueto Fernandini, en el Naranjal (hoy en el distrito de Los Olivos), para 2142. 
La adquisición de viviendas populares construidas por el gobierno se facilitó mediante una cómoda cuota inicial y una financiación con 20 años de plazo inclusive. Favoreció principalmente a los empleados públicos y a la clase media, que se beneficiaron con los préstamos que hacían los bancos de fomento, los bancos privados y las cooperativas de ahorro. 
Esta política benefició a 334.000 familias (1.670.000 personas). De ellas, 50.000 lo fueron con departamentos o núcleos básicos, y el resto con obras de urbanización.
No faltó quien criticara las obras de viviendas, como el entonces secretario general del APRA y diputado Alan García, quien las calificó de obras “faraónicas”, exigiendo al gobierno que se concentrara más en las necesidades de alimentación y salud del pueblo. A lo que el ministro Javier Velarde respondió que el Estado no realizaba ningún gasto, ya que los recursos venían del FONAVI, destinados exclusivamente para tal fin. Durante su campaña a la presidencia de 1985, García insistió en dicha crítica, prometiendo demagógicamente que su gobierno daría más importancia a la proteína antes que al ladrillo.

### Educación
El presidente Belaúnde manifestó su esperanza de que su gobierno iniciado en 1980 sería recordado como el “Quinquenio de la Educación”.
Se promulgó una nueva Ley de Reforma Educativa, desechándose lo que se había hecho durante el gobierno militar (1972), retornándose así a la estructura educacional de Primaria-Secundaria-Superior. Se conservó de la anterior reforma el nivel de Educación Inicial, como antesala de la primaria. El nivel educativo inicial, especialmente en niños de cinco años y más, se elevó de 5,1 grados de estudio en promedio en 1981, a seis en 1985.
En 1980, solo 85 de cada 100 niños de seis a 14 años asistían a la escuela. En 1985, lo hacían 96. La matrícula subió 4.3 % anual promedio durante el quinquenio. La educación inicial que en 1980 atendía alrededor de 230 000 niños, en 1985 se duplicó a 550 000. En el nivel Primaria se alcanzó a cubrir el 94 % de la población en edad escolar. En el nivel Inicial se duplicaron las matrículas. En cuanto a la educación especial se duplicó en los años siguientes, subiendo de 7.000 a 15.000 el número de jóvenes y niños en todo el país. El resultado en la lucha contra el analfabetismo fue también muy importante: logró ser reducido en un 55 % entre 1980 y 1985. En el campo de la educación superior paso de 50 a 72 establecimientos distribuidos en las diversas ciudades del país.
Se construyeron en todo el país 23.000 aulas; 11.000 por Cooperación Popular; 6.000 por el Ministerio y otras tantas por las Cordes. El número de escuelas inauguradas superó lo que habían hecho anteriores gobiernos.

### Salud
En 1980, el sector salud estaba al borde del colapso. Los hospitales, centros de salud y postas sanitarias se encontraban en alarmante deterioro en la cobertura de sus servicios. El gobierno pudo sin embargo revertir la situación, mediante la racionalización del gasto, el manejo adecuado y la captación de recursos externos. Los servicios de salud mejoraron y se modificaron favorablemente los indicadores de salud.
El número de hospitales aumentó de 330 a 345. Casi todos los hospitales de Lima y de provincias fueron ampliados y equipados. Es de destacar la fundación del Hospital Regional de Iquitos y la inauguración de la primera parte de Instituto de Enfermedades Neoplásicas, con los últimos adelantos científicos. Se construyeron también numerosos centros de salud y puestos asistenciales.
En cuanto a los servicios de salud, se emprendieron campañas de medicina preventiva (acciones preventivo-promocionales), como el control de las enfermedades transmisibles mediante vacunaciones masivas, especialmente en las áreas rurales y marginales. Así como el diagnóstico precoz y el tratamiento gratuito de la malaria y tuberculosis (enfermedades de alta prevalencia en los estratos socioeconómicos más bajos). El plan de rehidratación oral salvó numerosas vidas infantiles en los barrios populares, mediante la distribución gratuita de sales de rehidratación oral.
Entre 1980 y 1985, la expectativa de vida pasó de 57.0 a 59.1 años, la mortalidad general del 11.3 al 10.6 por mil y la mortalidad infantil del 101.5 al 94.6 por mil.

### Infraestructura física: carreteras, puerto y aeropuertos
De su vasta labor en infraestructura física, mencionamos solo algunas de ellas:
- Se reabrieron los puertos de Salaverry y Matarani, luego de ser sometidos a desarenamiento y reconstrucción estructural.
- Se inauguraron los puertos fluviales de Yurimaguas y Pucallpa. Se mejoró el de Puerto Maldonado.
- Se rehabilitó el Ferrocarril Central, con la construcción de los túneles Regal (800 m) y Presidente Balta (1.300 m).
- Mejoró la Carretera Central en el tramo Ricardo Palma-Surco. Inauguró el Puente Colgante Eduardo de Habich. Rehabilitó la red vial del Norte
- Modernizó los accesos de Lima mediante la construcción de autopistas en dirección norte, sur y este.
- Inició el asfaltado de las principales carreteras de penetración.
- Se inauguró la mayor estación terrena de comunicaciones por satélite en Sicaya.
- Se dotó a los departamentos de estaciones de microondas, quedando así plenamente intercomunicados.
- Se terminó el aeropuerto de Chachapoyas, así como la modernización y asfaltado del de Yurimaguas.

### Energía y minas
Pese a la crisis económica, se invirtió en el sector energético 2300 millones de dólares. Algunos de sus logros fueron verdaderos hitos de progreso. Mencionamos a continuación las más importantes realizaciones:
- Terminó una etapa más de la Central Hidroeléctrica Santiago Antúnez de Mayolo (Huancavelica), obra iniciada en su primer gobierno. Es la principal fuente generadora de energía eléctrica del Perú, que aprovecha las aguas del Mantaro, produciendo cerca del 20 % de toda la energía eléctrica generada en el país.
- Construyó la Central Hidroeléctrica Restitución, con las aguas que salen de la Hidroeléctrica Santiago Antúnez de Mayolo.
- Construyó la Central Térmica de Santa Rosa.
- Inauguró la segunda etapa de la Central Machu Picchu, iniciada en su primer gobierno.
- Inició la construcción de la Central Hidroeléctrica de Carhuaquero en Lambayeque.
- Construyó la Central Charcani 5, en Arequipa, que dejó avanzado en un 95 %.
- Por Cooperación Popular se construyeron 20 minicentrales hidroeléctricas y se tendieron más de 1000 km de cables y redes eléctricas, interconectando así a las diversas provincias del país.
- Inauguró la sede central de Electrolima, la empresa abastecedora de energía eléctrica en Lima.
- Contrató con la compañía Shell (empresa trasnacional de hidrocarburos) la exploración en la región del Cuzco, que posteriormente daría con el hallazgo del enorme yacimiento gasífero de Camisea.
- En el plano minero erigió el gran complejo cuprífero de Tintaya, en Espinar, Cuzco; y se puso en servicio la segunda etapa de Cobriza, iniciada en su primer gobierno.

### Expansión hidráulica y riego
Mencionamos las más importantes de dicho rubro:
- Construyó la represa de Condoroma en Arequipa, en el marco del gigantesco proyecto de irrigación del Majes.
- Inició la construcción de la represa de Gallito Ciego, entre La Libertad y Cajamarca.
- Inauguró las obras de la segunda etapa de la irrigación Chira-Piura.
- Por Cooperación Popular se construyeron 165 reservorios que irrigan 350.000 hectáreas y se puso en servicio 15.851 km de nuevos canales de riego.

### Defensa nacional
Se modernizó y amplió las fábricas de municiones, vestuario y equipamiento de la Fuerza Armada. Se instaló una industria militar de ensamblaje y construcción de vehículos.
La construcción naval, a cargo de la empresa estatal SIMA, alcanzó un gran auge. Se construyeron dos fragatas misileras clase Lupo para la Marina de Guerra del Perú, con el diseño y materiales suministrados por el astillero italiano Fincantieri. Los trabajos se realizaron en SIMA Callao. Las fragatas fueron bautizadas como BAP Montero y BAP Mariátegui. Fueron los primeros buques de guerra de primera línea construidos en toda la costa occidental de Sudamérica. SIMA también construyó buques cargueros y petroleros, de alto bordo.

### Fomento a la investigación
Se creó el Consejo Nacional de Población, para investigar el crecimiento demográfico, y al mismo tiempo, elaborar una política nacional que tomara en cuenta los pareceres de los académicos, la Iglesia y las Fuerzas Armadas. 
También se creó el Consejo Nacional de Ciencia y Tecnología (CONCYTEC), creado para fomentar la investigación con miras a lograr progresos en la ciencia y ponernos a la vanguardia en adelanto tecnológico.

## Autoridades

### Ministros
| Ministerio                                                                  | Ministros | Periodo |
| --------------------------------------------------------------------------- | --- | --- |
| Presidencia del Consejo de Ministros                                        | Manuel Ulloa Elías Fernando Schwalb López-Aldana Sandro Mariátegui Chiappe Luis Pércovich Roca                                             | 28 de julio de 1980 - 9 de diciembre de 1982 9 de diciembre de 1982 - 10 de abril de 1984 10 de abril de 1984 - 13 de abril de 1984 13 de octubre de 1984 - 28 de julio de 1985                                                                                     |
| Relaciones Exteriores                                                       | Javier Arias Stella Fernando Schwalb López-Aldana Sandro Mariátegui Chiappe Luis Pércovich Roca                                            | 28 de julio de 1980 - 3 de enero de 1983 3 de enero de 1983 - 10 de abril de 1984 10 de abril de 1984 - 13 de octubre de 1984 13 de octubre de 1984 - 28 de julio de 1985                                                                                           |
| Agricultura                                                                 | Nils Ericsson Correa Mirko Cuculiza Torre Juan Carlos Hurtado Miller                                                                       | 28 de julio de 1980 - 3 de enero de 1983 3 de enero de 1983 - 3 de agosto de 1983 3 de agosto de 1983 - 28 de julio de 1985 |
| Trabajo y Promoción Social                                                  | Alfonso Grados Bertorini Patricio Ricketts Rey de Castro Joaquín Leguía Gálvez                                                             | 28 de julio de 1980 - 27 de julio de 1983 27 de julio de 1983 - 15 de agosto de 1983 15 de agosto de 1983 - 28 de julio de 1985 |
| Economía y Finanzas                                                         | Manuel Ulloa Elías Carlos Rodríguez-Pastor Mendoza José Benavides Muñoz Guillermo Garrido Lecca Álvarez Calderón                           | 28 de julio de 1980 - 9 de diciembre de 1982 9 de diciembre de 1982 - 29 de enero de 1984 29 de enero de 1984 - 19 de marzo de 1984 19 de marzo de 1984 - 28 de julio de 1985                                                                                       |
| Transportes y Comunicaciones                                                | Eduardo Orrego Villacorta Fernando Chaves Belaunde Carlos Pestana Zevallos Francisco Aramayo Pinazo                                        | 28 de julio de 1980 - 11 de agosto de 1980 11 de agosto de 1980 - 2 de agosto de 1982 2 de agosto de 1982 - 28 de julio de 1984 28 de julio de 1984 - 28 de julio de 1985                                                                                           |
| Vivienda y Construcción                                                     | Javier Velarde Aspíllaga Carlos Pestana Zevallos                                                                                           | 28 de julio de 1980 - 25 de noviembre de 1984 25 de noviembre de 1984 - 28 de julio de 1985 |
| Salud                                                                       | Uriel García Cáceres Juan Franco Ponce Carlos Bazán Zender                                                                                 | 28 de julio de 1980 - 3 de marzo de 1982 3 de marzo de 1982 - 25 de marzo de 1985 25 de marzo de 1985 - 28 de julio de 1985 |
| Energía y Minas                                                             | Pedro Pablo Kuczynski Godard Fernando Montero Aramburú José Benavides Muñoz Juan Incháustegui Vargas                                       | 28 de julio de 1980 - 3 de agosto de 1982 3 de agosto de 1982 - 29 de diciembre de 1983 29 de diciembre de 1983 - 19 de marzo de 1984 19 de marzo de 1984 - 28 de julio de 1985                                                                                     |
| Educación                                                                   | Luis Felipe Alarco Larrabure José Benavides Muñoz Patricio Ricketts Rey de Castro Valentín Paniagua Corazao Andrés Cardó Franco            | 28 de julio de 1980 - 4 de febrero de 1981 4 de febrero de 1981 - 15 de agosto de 1983 15 de agosto de 1983 - 10 de abril de 1984 10 de abril de 1984 - 12 de abril de 1984 12 de abril de 1984 - 28 de julio de 1985                                               |
| Interior                                                                    | José María de la Jara y Ureta José Gagliardi Schiaffino Fernando Rincón Bazo Luis Pércovich Roca Óscar Brush Noel                          | 28 de julio de 1980 - 30 de octubre de 1981 30 de octubre de 1981 - 3 de enero de 1983 3 de enero de 1983 - 21 de marzo de 1983 21 de marzo de 1983 - 12 de octubre de 1984 13 de octubre de 1984 - 28 de julio de 1985                                             |
| Justicia                                                                    | Felipe Osterling Parodi Enrique Elías Laroza Armando Buendía Gutiérrez Ernesto Alayza Grundy Max Arias-Schreiber Pezet Alberto Musso Vento | 28 de julio de 1980 - 3 de agosto de 1981 3 de agosto de 1981 - 3 de agosto de 1982 3 de agosto de 1982 - 3 de agosto de 1983 3 de agosto de 1983 - 10 de abril de 1984 10 de abril de 1984 - 28 de diciembre de 1984 28 de diciembre de 1984 - 28 de julio de 1985 |
| Pesquería                                                                   | René Deustua Jameson Luis Pércovich Roca Ismael Benavides Ferreyros Fortunato Quesada Lagarrigue Ismael Benavides Ferreyros                | 28 de julio de 1980 - 1 de enero de 1983 1 de enero de 1983 - 23 de diciembre de 1983 23 de diciembre de 1983 - 20 de abril de 1983 20 de abril de 1983 - 13 de octubre de 1984 13 de octubre de 1984 - 28 de julio de 1985                                         |
| Industria, Turismo, Integración y Negociaciones Comerciales Internacionales | Roberto Rotondo Mendoza Roberto Persivale Serrano Gonzalo de la Puente Lavalle Iván Rivera Flores Álvaro Becerra Sotero                    | 28 de julio de 1980 - 4 de agosto de 1981 4 de agosto de 1981 - 4 de agosto de 1982 4 de agosto de 1982 - 4 de agosto de 1983 4 de agosto de 1983 - 11 de abril de 1984 11 de abril de 1984 - 28 de julio de 1985                                                   |
| Aeronáutica                                                                 | José Gagliardi Schiaffino José García Calderón Koechlin Hernán Boluarte Ponce de León José Zlatar Stambuck                                 | 28 de julio de 1980 - 30 de octubre de 1981 30 de octubre de 1981 - 1 de enero de 1983 1 de enero de 1983 - 12 de octubre de 1984 12 de octubre de 1984 - 28 de julio de 1985                                                                                       |
| Marina                                                                      | Mario Castro de Mendoza José Carbajal Pareja Jorge Du Bois Gervasi                                                                         | 28 de julio de 1980 - 30 de octubre de 1981 30 de octubre de 1981 - 1 de enero de 1983 1 de enero de 1983 - 28 de julio de 1985 |
| Guerra                                                                      | Jorge Muñiz Luna Luis Cisneros Visquerra Óscar Brush Noel Julián Juliá Freyre                                                              | 28 de julio de 1980 - 30 de octubre de 1981 30 de octubre de 1981 - 1 de enero de 1983 1 de enero de 1983 - 12 de octubre de 1984 12 de octubre de 1984 - 28 de julio de 1985                                                                                       |

| Predecesor: Gobierno de Francisco Morales Bermúdez | Gobierno del Perú 28 de julio de 1980 a 28 de julio de 1985 | Sucesor: Primer gobierno de Alan García |